# Koito
Koito, artiestennaam van Gabriel Cardoni, (Rome, 13 september 1986) is een Italiaans zanger en rapper.

## Biografie
Gabriel Cardoni werd geboren in Rome in 1986.  Hij bracht zijn jeugd door in de wijk CasalBruciato (oostelijke buitenwijken van Rome).  Hij begon zijn artistieke carrière in de vroege jaren 2000.
In 2008 richtte hij de groep "SenzaRazza" op en in 2009 publiceerde hij het album "SenzaRazza Mixtape Vol.1".
In 2010 brengt Koito zijn eerste soloproject uit onder het platenlabel "Chimica Recordz" de ep "Help".
In 2011 publiceert hij het album "SenzaRazza Mixtape Vol.2" met de groep "SenzaRazza". , publiceert in 2012 de ep "Remember the name" en het album "Favole Moderne", beide met het platenlabel "Chimica Recordz" [5].
In 2014 begint Koito aan een solocarrière.
In hetzelfde jaar werd het album Tra Sogno e Realtà uitgebracht voor het label Chimica Recordz
In 2016 brengt Koito in samenwerking met rapper Abruzzese Buio het album "Monet" uit onder het platenlabel "Deep Sound"
In 2020 bracht hij zijn nieuwe single Never Ride

## Discografie

### Soloalbums
- 2010 - Help (Ep) (Chimica Recordz Label)
- 2012 - Favole Moderne (Chimica Recordz Label)
- 2014 - Tra Sogno e Realtà(Chimica Recordz Label)

### Met Senzarazza
- 2009 - SenzaRazza Mixtape Vol.1
- 2011 - SenzaRazza Mixtape Vol.2 (Chimica Recordz Label)
- 2012 - Remember the name (Ep) (Chimica Recordz Label)

### Met Buio
- 2016 - Monet (Deep Sound Label)